# Jack Daniel
Jack Daniel, all'anagrafe Jasper Newton Daniel (Lynchburg, 5 settembre 1850 – Lynchburg, 9 ottobre 1911), è stato un imprenditore statunitense, fondatore della famosa distilleria di Tennessee whiskey Jack Daniel's, che prende appunto il suo nome.

## Biografia
Jack Daniel era il più giovane di dieci figli nati da Calaway e Lucinda Matilda (nata Cook) Daniel. Era di origine scozzese-irlandese, scozzese e gallese; suo nonno, Joseph "Job" Daniel, nacque in Galles, mentre sua nonna, Elizabeth Calaway, nacque in Scozia. I suoi nonni paterni emigrarono negli Stati Uniti alla fine del XVIII secolo.
La data di nascita di Daniel è sconosciuta, con varie fonti che la collocano nel 1846, 1849 e 1850. Secondo una fonte, nacque nel gennaio 1849, a Lynchburg, nel Tennessee. Una possibilità alternativa è che Jack sia nato alla fine del 1846 poiché sua madre morì nel gennaio 1847.  Un incendio della città aveva distrutto i registri del tribunale e, poiché sua madre morì poco dopo la sua nascita, molto probabilmente a causa di complicazioni dovute al parto, le date contrastanti sulle lapidi sue e di sua madre hanno lasciato in discussione la data di nascita di Daniel.  Il 26 giugno 1851, suo padre si risposò ed ebbe altri tre figli con Matilda Vanzant, ma in seguito morì dopo aver contratto la polmonite mentre prestava servizio nell'esercito degli Stati Confederati.
All'età di sette anni, dopo essere rimasto orfano di padre, venne preso in affidamento presso la famiglia Dan Call, un pastore luterano, proprietario di una distilleria di whiskey. Il predicatore, secondo la storia dell'azienda, era un uomo indaffarato, e quando vide una promessa nel giovane Jack, gli insegnò a far funzionare il suo alambicco.  Tuttavia, il 25 giugno 2016, il New York Times ha riportato il punto di vista dell'azienda secondo cui Daniel non ha imparato a distillare da Call, ma da un uomo di nome Nearest Green (erroneamente scritto come "Nearis" nel censimento del 1880), uno degli schiavi di Call.
Nel 1875 dopo aver ereditato dei soldi dal padre (al seguito di una lunga disputa legale con i numerosi fratelli), Daniel li investì e fondò la sua prima distilleria in collaborazione con Call. Poco dopo rilevò la parte di Call, in quanto quest'ultimo decise di ritirarsi per perseguire al meglio la propria carriera religiosa.
Nel 1884 acquistò il terreno su cui oggi sorge la distilleria. Già negli anni '80 del 1800 la sua era una delle 15 distillerie più importanti del Tennessee. Iniziò ad usare la celebre bottiglia quadrata nel 1897 nel tentativo di lanciare un messaggio di onestà e integrità.
Nonostante sulla bottiglia sia riportata la data 1866, il suo biografo ufficiale Peter Krass ha dimostrato nella biografia del 2004, Blood & Whiskey: The Life and Times of Jack Daniel, che essa non è accurata, e che la distilleria non sarebbe potuta entrare in funzione prima del 1875.

## Vita privata
Daniel non si sposò mai e non ebbe figli. Tuttavia, prese i suoi nipoti sotto la sua ala. Uno dei nipoti era Lemuel "Lem" Motlow, figlio della sorella di Jack, Finetta: era abile con i numeri e presto si occupò di tutta la contabilità della distilleria.

## Salute
Nel 1907, a causa di problemi di salute, Daniel cedette la distilleria a Motlow e a un altro dei suoi nipoti. [1][3] Motlow acquistò presto dall'altro nipote e continuò a gestire l'attività per circa 40 anni (interrotto dal proibizionismo a livello statale in tre stati a partire dal Tennessee nel 1910 e poi a livello federale dal 1920 al 1933 e di nuovo a livello statale fino al 1938). E poi di nuovo tra il 1942 e il 1946 quando il governo degli Stati Uniti vietò la produzione di whisky a causa della seconda guerra mondiale.  Motlow morì nel 1947. 
Daniel morì per avvelenamento del sangue a Lynchburg il 9 ottobre 1911.  Una storia spesso raccontata è che l'infezione iniziò in una delle sue dita dei piedi: Daniel si ferì infatti una mattina al lavoro prendendo a calci la sua cassaforte per la rabbia perché non riuscì ad aprirla (si dice che avesse sempre avuto problemi a ricordare la combinazione). Tuttavia, il biografo moderno di Daniel ha affermato che la storia non è vera, offrendo la prova che Daniel si infuriò con la cassaforte alcuni anni prima di morire di gangrena. 
La sua morte è descritta nella serie TV di Spike 1000 Ways To Die. (Episodio: Bringing In The Dead).